# Чёрная Заводь
Чёрная Заводь — село в Некрасовском районе Ярославской области России.
В рамках организации местного самоуправления входит в Некрасовское сельское поселение, в рамках административно-территориального устройства является центром Чернозаводского сельского округа.

## География
Расположено в 41 км к востоку от центра города Ярославля, на левом берегу реки Чёрная — правом притоке Волги.
К югу от села — проточное озеро Чистое.

## История
В XVII веке по административно-территориальному делению село входило в Ярославский уезд в Закоторостной (Закоторский) стан. В 1627—1629 годах «село Черная Заводь, стрелецкаго сотника Дениса Золоторева вотчина, выслуженная отцом его за Московское осадное сиденье в королевичев приход, а в селе церковь Воскресения Христова древяна, в церкви образы и книги и все церковное строенье вотчинниково, у церкви поп Онисим, да дьячек. Церковные пашни паханые тридцать четвертей середние земли»..
В конце XIX — начале XX века село являлось центром Чернозаводской волости Костромского уезда Костромской губернии, с 1918 года — Иваново-Вознесенской губернии.
С 1929 года село являлось центром Чернозаводского сельсовета Заволжского района, с 1932 года — в составе Большесольского (Некрасовского) района, с 2005 года — в составе Некрасовского сельского поселения.

## Население
| 1872 | 1897 | 1907 | 2002 | 2007 | 2010 |
| ---- | ---- | ---- | ---- | ---- | ---- |
| 468  | ↗832 | ↗833 | ↘198 | ↗202 | ↘171 |

Согласно результатам переписи 2002 года, в национальной структуре населения русские составляли 88 % из 198 жителей.

### Известные жители
- Ефремов, Александр Константинович (1911 — не ранее 1945) — шашист, шашечный журналист, тренер по шашкам, шашечный композитор; санитар в Великой Отечественной войне.

## Достопримечательности
В селе находится храмовый комплекс: церкви Воскресения Христова и Илии Пророка.